# 中華民國農會
中華民國農會（簡稱全國農會）為中華民國各級農會組織體系的最上級農會，前身為臺灣省農會，由各直轄市農會和各縣市農會共同設立，主要業務以農業相關的推廣、供銷、信用、保險。
臺灣省農會在1957年與台灣省政府、省議會一同自台北南遷，總部原址設於臺中市大里區中興路二段522號，當前正在進行拆除改建。改建期間租用國立中興大學位於臺中市霧峰區的農業試驗場作為臨時辦公室。

## 大事紀[2]

### 日治時期
- 1900年（明治33年）9月，台灣日治時期出現第一個民間農會組織「台北三角湧組合」（今三峽區農會）[3]。
- 1901年，新竹和尚州、彰化組合成立。
- 1902年，台北、深坑、桃園、台中、台南、鳳山阿猴組合成立。
- 1903年，宜蘭、斗六、嘉義、恆春組合成立。
- 1907年，台灣總督府公布《台灣農會規則及施行細則》。
- 1908年，農會組織改為法人團體（官辦），並將台灣各農會整併成十個「廳農會」（花蓮港廳與澎湖廳為政府附屬機構）。
- 1920年，隨台灣地方制度變更，改為五個「州農會」與三個廳農會。
- 1923年，由全台灣290餘間合作社聯合組成臺灣產業組合協會。
- 1937年，台灣總督府公布《台灣農會令》取代《台灣農會規則及施行細則》，樹立二級制農會。
- 1938年，依《台灣農會令》成立臺灣農業會，州廳農會為其會員；由台灣總督府總務部長兼省農會會長，州廳街庄行政首長兼各級農會會長。
- 1942年，臺灣產業組合協會改組為台灣產業組合聯合會。
- 1944年，台灣農業會整併其他農業組織（如信用組合、畜產會、青果組合、米穀、肥料農機具等組合）改制為臺灣農會，成為農業事務的綜合功能組織。

### 民國時期
- 1946年，戰後的第二年，臺灣省行政長官公署將農會與合作社（金融）劃分為二個組織。4月20日，在台北市召開臺灣省農業會第一屆第一次會員代表大會，復設「臺灣省農會」，採理事長責任制。10月，將日治時期的台灣產業金庫改組為臺灣省合作金庫。
- 1948年12月28日，總統令修正公布農會法，依第三條規定，農會之主管官署，在中央為社會部。
- 1949年，臺灣省政府公布《臺灣省農會與合作社合併辦法》，再將農會與合作社合併為一組織。
- 1950年4月5日，行政院核准臺灣省政府頒布《臺灣省各縣市實施地方自治綱要》。行政區劃分為5個市、16個縣以及陽明山管理局。原州廳農會劃分改組為縣市局農會。
- 1952年8月23日，行政院頒行《改進臺灣省各級農會暫行辦法》。農會運作改採權能區分制，俗稱總幹事責任制。於臺北市天母成立農會人員講習所。
- 1953年，會址設於臺北市中正路1846號（今忠孝西路二段、西寧南路、洛陽街和中華路一段，圍繞之區間，近北門）。
- 1957年，於臺中市復興路成立臺灣省農會台中辦事處。1月15日，中國農村復興聯合委員會（簡稱農復會，今行政院農業委員會）令接辦四健會工作。
- 1958年，創辦臺灣省各級農會員工互助會；成立高雄辦事處。
- 1959年2月3日，配合臺灣省政府南遷，而遷至臺中市大里區（現址）並分設臺北辦公處。
- 1961年創設菇菌推廣中心，成立洋菇小組。農復會將美援於農業上的部分經費創設「農會信用部」，以統一農貸制度。
- 1964年，興建食用菇類推廣中心大樓（今大禮堂）。
- 1966年，於日本成立東京辦事處。
- 1967年7月，因臺北市升格為直轄市，臺北市農會及轄下區農會脫離臺灣省農會組織體系。
- 1968年，臺北辦公處遷至土地改革大樓6樓（臺北市敦化南路1號）。
- 1969年，1月21日行政院令修正《改進臺灣省各級農會暫行辦法》第29條增列第二項，省農會據此條文之授權規定並報奉臺灣省政府2月1日通知核備，頒行《臺灣省各級農會人事管理規程》，自此實施薪點制，不再比照公務人員的人事管理制度，至內政部頒布《農會人事管理辦法》後失效。成立臺灣省農會示範綜合農牧場。
- 1971年，在臺中縣外埔鄉（今臺中市外埔區）成立示範綜合農牧場。
- 1974年，6月12日總統令修正公布《農會法》全文51條，依第三條規定，農會之主管機關：在中央為內政部。7月27日內政部頒布《農會法施行細則》。農會運作確立為權責劃分制，弱化理監事會及上級農會職權，強化總幹事人事權；但總幹事改為遴聘方式，須向主管機關登記遴選，由理事會就遴選合格候聘人中選擇聘任。10月10日，依照行政院函頒「籌設全臺農產運銷公司方案」，主導各級農會投資設立「臺灣區果菜運銷股份有限公司」(1984年5月更名為臺北農產運銷股份有限公司)。
- 1975年，內政部率續頒布《農會財務處理辦法》、《農會信用部業務管理辦法》、《農會人事管理辦法》。
- 1977年，天母講習所捐與內政部，成立中華民國農民團體幹部聯合訓練協會(簡稱農訓協會) （页面存档备份，存于）。
- 1979年7月，因高雄市與高雄縣小港鄉合併升格為直轄市高雄市，高雄市農會及原小港鄉農會脫離臺灣省農會組織架構體系。
- 1982年，成立農友月刊室及電算處理室。
- 1983年，開辦神農獎。10月21日，與日本東京都經濟農業協同組合連合會締結姐妹會。
- 1985年10月25日，試辦農民健康保險，由臺灣省政府選定部分基層農會為投保單位。
- 1993年，成立研究發展室。
- 1994年2月28日，供應部、運銷部、外銷加工作物部合併為供銷部，並遷回臺中辦公。
- 1996年11月4日，中壢市農會改為臺灣省農會中壢辦事處。
- 1997年1月24日，臺灣省農會信用部獲准正式營業。3月20日，臺灣爆發豬隻口蹄疫影響豬肉銷售。
- 1999年發生921地震，成立省農會九二一賑災總部、震災基金；辦公大樓受損整修。
- 2000年3月5日，將推廣部國際合作課擴大為國際部，以因應加入世界貿易組織。10月對外開放為臺灣省農會休閒綜合農牧場。
- 2000年7月19日，依農會法第三條修正條文規定，農會之主管機關：在中央為行政院農業委員會。
- 2001年9月14日，中壢辦事處信用部業務移轉予臺灣銀行。由農會家政班或營農婦女班為對象組「田媽媽班」。
- 2007年，行政院農業委員會發給休閒農牧場許可登記證。2月6日中壢辦事處信用部重新開張。
- 2008年，臺灣省農會成為北京奧運臺灣水果指定供貨商。
- 2010年12月，因臺北縣升格為直轄市新北市，新北市農會及各區農會脫離臺灣省農會組織體系架構。
- 2011年11月，在臺中、臺南、臺北舉辦第21屆東亞農民團體協議會（EAOC）高階會議並簽署共同聲明。還安排日本全國農業協同組合中央會（JA-Zenchu）、韓國農業協會（NACF）、蒙古全國合作總社（NAMAC）、印度農民肥料合作社（英语：Indian Farmers Fertiliser Cooperative Limited）（IFFCO）與會代表參加在國立臺灣體育學院（今國立臺灣體育運動大學）田徑場舉辦的「慶祝中華民國建國百年農民運動大會」，計參賽運動員及觀禮人員約25,000人。
- 2012年7月13日，依據2012年1月30日修正公布《農會法》第六條修正條文規定，召開全國農會發起人會議，推定籌備員組織籌備會，臺灣省農會將於全國農會成立時併入。9月4日、11月5日及12月14日，分別召開3次「成立全國農會籌備會」（擬定：成立全國農會期程、全國農會名稱為「中華民國農會」及章程草案等）。
- 2013年4月18日，以臺灣省農會為基礎並將各直轄市農會及縣市農會納入組織架構裡的「中華民國農會」正式成立；並舉行第一屆第一次會員代表大會，順利選出第一屆理監事。4月26日，理監事會順利選出第一屆理事長、常務監事，並通過聘任第一屆總幹事[4][5]。
- 2017年4月10日舉行第二屆第一次會員代表大會，順利選出第二屆理監事。同年月19日，理監事會成立，順利選出第二屆理事長、常務監事，並通過聘任第二屆總幹事。均由第一屆理事長、常務監事、總幹事連任。

## 歷任首長
| 省農會時期 - 第一屆：黃純青→殷占魁→馬有岳（1946年－1957年） - 第二屆：林寶樹（1954年－1957年） - 第三屆：蔣天降（1957年－1960年） - 第四屆：朱萬成（1960年－1963年） - 第五屆：朱萬成（1963年－1966年） - 第六屆：朱萬成（1966年－1969年） - 第七屆：吳泉洝→蔡友土（1970年－1974年） - 第八屆：劉水胖（1975年－1980年） - 第九屆：廖坤元（1981年－1984年） - 第十屆：吳明進（1985年－1988年） - 第11屆：吳明進（1989年－1992年） - 第12屆：簡金卿（1993年－1995年） - 第13屆：簡金卿→洪允闊（1996年－2000年） - 第14屆：古源俊（2001年－2003年） - 第15屆：劉銓忠（2005年－2008年） - 第16屆：劉銓忠（2009年－2012年） 全國農會時期 - 第一屆：蕭景田（2013年－2017年4月） - 第二屆：蕭景田（2017年4月－2021年4月） - 第三屆：黃瑞吉（2021年4月－2025年4月） - 第四屆：蕭漢俊（2025年4月－現任） | 省農會時期 - 第二屆：馬有岳（1954年－1957年） - 第三屆：林寶樹→劉金約（1957年－1960年） - 第四屆：劉金約（1960年－1963年） - 第五屆：劉金約（1963年－1966年） - 第六屆：劉金約（1966年－1969年） - 第七屆：胡龍寶（1970年－1974年） - 第八屆：蔡海塗→施連勝（1975年－1980年） - 第九屆：施連勝（1981年－1984年） - 第十屆：施連勝（1985年－1988年） - 第11屆：鄭次雄（1989年－1992年） - 第12屆：鄭次雄→廖萬金（1993年－1995年） - 第13屆：廖萬金→許明宏→陳昭辟→謝國雇（1996年－2000年） - 第14屆：黃錫星→林豐南（2001年－2003年） - 第15屆：張永成（2005年－2008年，雲林張家） - 第16屆：張永成（2009年－2012年） 全國農會時期 - 第一屆：張永成（2013年－2017年4月） - 第二屆：張永成（2017年4月－2021年4月） - 第三屆：張永成（2021年4月－2025年4月） - 第四屆：張永成（2025年4月－現任） |

## 組織
- 會員代表大會
  - 理事會：理事長
  - 監事會：常務監事
    - 總幹事
      - 秘書

### 部門
| - 國際部 - 會務部 - 會計部 | - 推廣部 - 輔導部（輔導下級農會） - 供銷部 | - 保險部 - 中壢辦事處（會務、供銷、保險、推廣、信用） - 鮮乳加工廠 - 休閒綜合農牧場 |

### 事業
- 附設各級農會農化廠
- 農友月刊

## 爭議
- 中國國民黨立委廖婉汝與林滄敏於2009年提案修法將《漁會法》之「在漁會或其他金融機構有債信不良紀錄者，都不能登記為理、監事、總幹事候選人」條款放寬為「只要在登記為候選人的前五年內，沒有一年以上的債信不良紀錄即可參選」。行政院農業委員會坦承：一旦修法通過，《農會法》也會跟著放寬。民進黨立委張花冠表示農漁會理監事與總幹事有很大的人事任用權與信用部放款權力，向來為選舉重要樁腳，因此「排黑金條款」限制是為了避免黑金介入農漁會選舉及掏空農漁會存款，她抨擊中國國民黨根本就是為了鞏固政權而大搞黑金復辟。[6][7]中國國民黨團於2010年提案放寬農漁會代表、理監事以及總幹事的資格限制，「在農會或其他金融機構的借款，有一年以上緩還紀錄者，不得參選農會理、監事」改為「登記參選的五年內」，《農業金融法》也把「九十年起不得有緩還紀錄之限制」放寬為「登記日五年內」，被民主進步黨團批為放生過去掏空農漁會的黑金勢力。中國國民黨立委林滄敏亦於2010年支持由具黑道背景的該黨立委蕭景田所提將《農田水利會組織通則》原修正案所訂「涉賄選被判刑確定者不得登記為候選人...已登記者，應予撤銷或廢止，其已當選者，亦同」之排黑反賄條款刪除，被指為讓有賄選紀錄的中國國民黨組織樁腳繼續掌控水利會。[8][9]
- 農會幹部的選任除了與農會內部營運策略及人事調整息息相關外，大多也關係著地方派系勢力的消長。總幹事掌握著人脈資源與信用部融貸的權限，農會選舉因而像山頭勢力的對決一般。各級民代及首長的選舉也莫不把農會總幹事當做對手或超級大樁腳。農會代表及農事小組長選舉常出現逢年過節送禮、擺流水席、「搓圓仔湯」、暴力介入、招待集體出遊乃至「以黃金代替現金」及會員出現「幽靈人口」等前金、後謝賄選手法。[10][11]
- 農會信用部具有「派系金庫」的嫌疑，其大額貸款之逾放比與金額偏高是不爭的事實。有些黑道人士決定參選公職前會向農會信用部下手，脅迫理事會通過高額超貸案，供選舉花用。[10][12][13]
- 許多農會理事長、總幹事具中國國民黨籍，農會長期為單一政黨服務的政治動員功能雖於政黨輪替後下降，但其協助政治統治的工具性格，僅轉變成略具自主性的有條件合作關係。[14]
- 蕭景田於2012年連任立委失敗後於2013年成為全國農會理事長。2014年，立委段宜康指控蕭景田從全國農會貸款1200萬元、和各級農會和農業金庫總共貸了14.1億元，但他的公司虧損，貸款額度高達7成5，「一定是不正常嘛！」段宜康將發函給法務部和金融監督管理委員會要求調查此事[15][16]，檢方調查認為是「借舊還新」，段宜康因未查證就以此影射彰化縣長候選人收蕭金援遭判刑[17][18]。

## 外部連結
- 中華民國農會 （页面存档备份，存于）